# Esgrima nos Jogos Sul-Americanos de 2010
As competições de esgrima nos Jogos Sul-Americanos de 2010 ocorreram entre 24 e 29 de março na Plaza Mayor, em Medellín. Doze eventos foram disputados.

## Calendário
| Março   | 17 | 18 | 19 | 20 | 21 | 22 | 23 | 24 | 25 | 26 | 27 | 28 | 29 | 30 | T  |
| ------- | -- | -- | -- | -- | -- | -- | -- | -- | -- | -- | -- | -- | -- | -- | -- |
| Esgrima |    |    |    |    |    |    |    | 2  | 2  | 2  | 2  | 2  | 2  |    | 12 |

## Medalhistas
Masculino
| Evento              | Ouro                                                                           | Prata                                                                               | Bronze                                                                                      |
| Espada individual   | Rubén Limardo VEN Venezuela                                                    | José Felix Domínguez ARG Argentina                                                  | Wolfgang Mejias VEN Venezuela Paris Inostroza CHI Chile                                     |
| Florete individual  | Carlos Rodríguez VEN Venezuela                                                 | Felipe Saucedo ARG Argentina                                                        | Antonio Leal VEN Venezuela Heitor Shimbo BRA Brasil                                         |
| Sabre individual    | Renzo Agresta BRA Brasil                                                       | Alexander Achten ARG Argentina                                                      | Eliezer Rincones VEN Venezuela Carlos Bravo VEN Venezuela                                   |
| Espada por equipes  | Silvio Fernández Francisco Limardo Rubén Limardo Wolfgang Mejias VEN Venezuela | Paris Inostroza Luis Moreno Briones Rolf Nickel CHI Chile                           | Lúcio Goldani Richard Grunhauser Athos Schwantes João Souza BRA Brasil                      |
| Florete por equipes | João Souza Heitor Shimbo Fernando Scavasin Marcos Cardoso BRA Brasil           | Felipe Alvear Anibal Alvear Rubén Silva Quinteros Pablo Cornejo CHI Chile           | Felipe Saucedo Alberto González Viaggio Ezequiel Abello Navas Federico Muller ARG Argentina |
| Sabre por equipes   | Carlos Bravo Eliezer Rincones Mayerwing Rondón José Sequera VEN Venezuela      | Alexander Achten Ricardo Bustamante Guido Mulero Alberto Pérez Ghersi ARG Argentina | Renzo Agresta Tywilliam Guzenski William Zeytounlian Marcos Cardoso BRA Brasil              |

Feminino
| Evento              | Ouro                                                                                         | Prata                                                                                   | Bronze                                                                         |
| Espada individual   | Ángela Espinosa Toro COL Colômbia                                                            | Cleia Guilhon BRA Brasil                                                                | María Luisa Doig PER Peru Laskmi Lozano COL Colômbia                           |
| Florete individual  | Mariana González VEN Venezuela                                                               | Yulitza Suárez VEN Venezuela                                                            | Barbara García Azua CHI Chile Alejandra Carbone ARG Argentina                  |
| Sabre individual    | Alejandra Benítez VEN Venezuela                                                              | Estefania Berninsone ARG Argentina                                                      | Nulexis González VEN Venezuela María Belén Pérez ARG Argentina                 |
| Espada por equipes  | Ana María Castrillón Ángela Espinosa Toro Laskmi Lozano Diana Rodríguez Quevedo COL Colômbia | Camila Barbosa Silvia Rothfeld Cleia Guilhon Raíssa Costa BRA Brasil                    | Eliana Lugo María Gabriela Martínez Aleska Aular Dayana Martínez VEN Venezuela |
| Florete por equipes | Yulitza Suárez Marianny Rincones Mariana González Johana Fuenmayor VEN Venezuela             | Paula Silva Quinteros Barbara García Azua Alejandra Flores Gómez CHI Chile              | Alejandra Carbone Flavia Mormandi Carla Damico ARG Argentina                   |
| Sabre por equipes   | Alejandra Benítez María Blanco Grisel Daly Nulexis González VEN Venezuela                    | Adriana Attar Cohen María Bendrich Estefania Berninsone María Belén Pérez ARG Argentina | Denise Fried Karina Lakerbai Clarissa Osório BRA Brasil                        |

## Quadro de medalhas
| Ordem | País      | Medalha de ouro | Medalha de prata | Medalha de bronze | Total |
| ----- | --------- | --------------- | ---------------- | ----------------- | ----- |
| 1     | Venezuela | 8               | 1                | 6                 | 15    |
| 2     | Brasil    | 2               | 2                | 4                 | 8     |
| 3     | Colômbia  | 2               |                  | 1                 | 3     |
| 4     | Argentina |                 | 6                | 4                 | 10    |
| 5     | Chile     |                 | 3                | 2                 | 5     |
| 6     | Peru      |                 |                  | 1                 | 1     |
| TOTAL | TOTAL     | 12              | 12               | 18                | 42    |